# Microsporidia
I microsporidi (Microsporidia) sono un phylum di organismi unicellulari parassiti intracellulari obbligati produttori di spore. Considerati a lungo dei protozoi sono oggi ascritti ai funghi. Come adattamento alla vita parassitaria il microsporidi hanno perso i mitocondri. Alcune specie come Trachipleistophora hominis provocano una malattia nel'uomo detta microsporidiosi che colpisce l'intestino ed è tipica di individui immunodeficienti. Altre specie come Nosema apis sono dannose agli animali domestici.